# Marko Pjaca
Marko Pjaca (IPA: mâːrko pjât͡sa; ur. 6 maja 1995 w Zagrzebiu) – chorwacki piłkarz występujący na pozycji napastnika we chorwackim klubie HNK Rijeka oraz reprezentant Chorwacji.

## Lata młodości
Jego ojciec Željko był zapaśnikiem i trenerem zapasów, a matka Višnja judoczką. W młodości trenował piłkę ręczną, koszykówkę i tenis stołowy. Ma dwie starsze siostry: Martinę i Ivę.

## Kariera klubowa
Pjaca rozpoczął karierę w Dinamie Zagrzeb. W wieku 15 lat przeniósł się do NK ZET, a stamtąd trafił do Lokomotivy Zagrzeb. W 2012 został włączony do pierwszego składu tego zespołu.
W czerwcu 2014 podpisał pięcioletni kontrakt z Dinamem Zagrzeb. Zdobył z tym klubem mistrzostwo Chorwacji w sezonie 2014/2015 i 2015/2016 oraz puchar Chorwacji w sezonie 2014/2015 i 2015/2016.
W lipcu 2016 podpisał pięcioletni kontrakt z Juventusem. Kwota transferu wyniosła 23 miliony euro. W zespole zadebiutował 27 sierpnia 2016 w wygranym 1:0 meczu Serie A z S.S. Lazio. W sezonie 2016/2017 wywalczył ze swoim klubem mistrzostwo i Puchar Włoch. 4 stycznia 2018 został wypożyczony do końca sezonu do FC Schalke 04. Trzy dni później zadebiutował w tym klubie w wygranym 2:1 meczu towarzyskim z KRC Genk, w którym strzelił gola. 13 stycznia 2018 zadebiutował w Bundeslidze w przegranym 1:3 spotkaniu z RB Leipzig, a 21 stycznia strzelił pierwszego gola ligowego w zremisowanym 1:1 meczu z Hannover 96, w którym po raz pierwszy wystąpił w pierwszym składzie. 3 marca 2018 zdobył kolejną bramkę w wygranym 1:0 meczu z Herthą. W sierpniu 2018 został wypożyczony na rok do ACF Fiorentina.

## Kariera reprezentacyjna
Pjaca grał w młodzieżowych kadrach Chorwacji od U-17 do U-21. W seniorskiej reprezentacji zadebiutował 4 września 2014 w wygranym 2:0 meczu z Cyprem. 31 maja 2016 znalazł się w 23-osobowej kadrze zawodników powołanych na Euro 2016. Pierwszego gola w reprezentacji zdobył 4 czerwca 2016 w wygranym 10:0 meczu z San Marino. 4 czerwca 2018 znalazł się w grupie 23 zawodników powołanych na mistrzostwa świata.

## Osiągnięcia

### Dinamo Zagrzeb
- Mistrzostwo Chorwacji: 2014/2015, 2015/2016
- Puchar Chorwacji: 2014/2015, 2015/2016

### Juventus
- Mistrzostwo Włoch: 2016/2017
- Puchar Włoch: 2016/2017

## Odznaczenia
- Order Księcia Branimira (2018)[31]